# Каліфорнійський чапараль та рідколісся
Каліфорнійський чапараль та рідколісся — наземний екорегіон південно-західного Орегону, північної, центральної та південної Каліфорнії (США) і північно-західної частини Нижньої Каліфорнії (Мексика), розташований на західному узбережжі Північної Америки. 
Це екорегіон середземноморських лісів, рідколісся та чагарників, у складі Неарктичного царства.

## Ареал

### Три субекорегіони
Екорегіон Каліфорнійський чапараль та рідколісся має поділ на три невеликі екорегіони :
- Чапараль прибережних районів Каліфорнії: У південній прибережній Каліфорнії та північно-західній прибережній Нижній Каліфорнії, а також на всіх островах Чаннел та острові Гуадалупе.
- Чапараль та рідколісся гір Каліфорнії: До південного і центрального узбережжя примикає і внутрішня Каліфорнія, що охоплює деякі гори: Берегові хребти; Поперечні хребти[en]; та західні схили північних Півострівних хребтів[en].
- Чапараль та рідколісся внутрішніх районів Каліфорнії: У центральній частині внутрішньої Каліфорнії, що оточують Каліфорнійську долину, що покривають Поперечні хребти та передгір'я Сьєрра-Невади.

## Розташування
Велика частина населення Каліфорнії та Нижньої Каліфорнії живе в цих екорегіонах, що містять район затоки Сан-Франциско, округ Вентура, район Великого Лос-Анджелеса, округ Сан-Дієго і Тіхуану.
Екорегіон луків Каліфорнійської долини, а також хвойні ліси Сьєрра-Невади, прибережні ліси Північної Каліфорнії та ліси Кламату та Сіскію у Північній Каліфорнії та Південно-Західному Орегоні мають багато спільного з рослинами та тваринами з Каліфорнійського чапаралю та рідколіссям. 
Багато ботаніків розглядають Каліфорнійський чапараль та рідколісся, ліси Сьєрра-Невади, ліси Кламат та прибережні ліси Північної Каліфорнії та південно-західного Орегону, як єдину Каліфорнійську флористичну провінцію, за винятком пустелі Східної Каліфорнії, що належить до іншої флористичної провінції.

## Флора
Екорегіон містять велику різноманітність рослинних угруповань: луки, дубові савани і рідколісся, чапараль і хвойні ліси, а також південні насадження високорослих секвой (Sequoia sempervirens).
Флора цього екорегіону містить такі види дерев: Pinus sabiniana, Quercus dumosa, Aesculus californica, Cupressus goveniana, Cupressus macrocarpa, і безліч ендемічних видів рослин: Duddlea densiflora, Cercocarpus traskiae, Streptanthus albidus. 

Hesperoyucca whipplei, широко поширена на нижчих висотах кліматичної зони.

## Фауна
До видів, що мешкають у цій місцевості, відносять Polioptila californica, Calypte costae, Phrynosoma coronatum, Lichanura trivirgata, Dipodomys heermanni, Dipodomys venustus та Perognathus alticola.

Ще однією помітною комахою, яка мешкає в цьому екорегіоні, є дощовий жук (Pleocomidae). 
Він проводить до декількох років, живучи під землею в личинковій стадії та з'являється тільки під час дощів вологого сезону, щоб спаритися.

## Пожежа
Чапараль, як і більшість середземноморських чагарників, має високу вогнестійкість і історично горів з високим ступенем тяжкості шо 30-100 років. 
Історично склалося так, що корінні американці спалювали чапарраль, щоб збільшувати території під посів для виробництва текстилю та харчів. 
 
Попри те, що рослинні угруповання чапараля пристосовані до рідкісних пожеж, вони можуть бути знищені частими пожежами, особливо при посусі, викликаної зміною клімату. 

Сьогодні, часте випадкове загоряння може перетворити чапараль з чагарнику на однорічні луки та різко скоротити різноманітність видів, особливо в умовах посухи глобального типу. 

Історичний інтервал лісових пожеж для угруповань чапаралю раніше становив 30-50 років, але тепер через втручання людини скоротився до 5-10 років.

## Вплив людини
Регіон сильно постраждав від випасу худоби, лісозаготівель, гребель та водозаборів, інтенсивного сільського господарства та урбанізації, а також конкуренції з боку численних інтродукованих або екзотичних видів рослин та тварин. 
Деякі унікальні рослинні угруповання, такі як прибережні шавлієві чагарники у Південній Каліфорнії, були майже повністю знищені сільським господарством та урбанізацією. 
В результаті в регіоні зараз багато рідкісних і зникаючих видів, у тому числі каліфорнійський кондор (Gymnogyps californianus).